# Flussspezifikation
Eine Flussspezifikation ist eine Beschreibung der Anforderungen an die Dienstgüte (Quality of Service) in Kommunikationsnetzen. Hierdurch möchte ein Sender angeben, welche Qualitäten für die Übertragung seiner Daten benötigt werden, um beispielsweise entsprechende Ressourcen zu reservieren (sh. Resource Reservation Protocol – RSVP).
Die Anforderungen an die Dienstgüte lassen sich in drei Kategorien aufteilen: 
1. "Best Effort": die Übertragung erfolgt "so gut es geht"
2. "Rate sensitive": eine zugesicherte Übertragungsrate wird benötigt
3. "Delay sensitive": eine zugesicherte  Übertragungszeit wird benötigt